# Liquorice
Liquorice è un liquore dolce a base di liquirizia calabrese prodotto dalla Distilleria Caffo a Limbadi, Vibo Valentia.
È stato il primo liquore di pura liquirizia calabrese messo in commercio.

## Caratteristiche
Il liquore è un'infusione idro alcolica dolcificata di radici e stoloni di liquirizia e aromi naturali, ha un gusto forte, leggermente amaro e dolce allo stesso tempo. Si presenta di colore nero, molto denso, con gradazione alcolica del 27%.

## Usi
Il liquore si beve liscio e ghiacciato, inoltre si presta nella preparazione di svariati cocktail alcolici.